# Tielt-Winge
Tielt-Winge este o comună în provincia Brabantul Flamand, în Flandra, una dintre cele trei regiuni ale Belgiei. Comuna este formată din localitățile Houwaart, Meensel-Kiezegem, Sint-Joris-Winge și Tielt. Suprafața totală este de 44,16 km². Comuna Tielt-Winge este situată în zona flamandă vorbitoare de limba neerlandeză a Belgiei. La 1 ianuarie 2008 comuna avea o populație totală de 10.219 locuitori.
1. ↑  Crossroad Bank of Enterprises, accesat în 22 iulie 2023